# Шимановский, Вацлав (писатель)
Ва́цлав Шимано́вский (Вячеслав Шимановский, пол. Wacław Szymanowski, 9 июля 1821 года, Варшава, Царство Польское, Российская империя — 21 декабря 1886 года, Варшава, Царство Польское, Российская империя) — польский писатель и драматург, переводчик, журналист.

## Биография
После окончания Варшавского лицея и 1-й губернской гимназии Вацлав Шимановский поступил на государственную службу. В это же время стал заниматься литературной деятельностью, публикуя статьи в различных польских журналах. Был одним из редакторов газет «Dziennik Warszawski» и «Kroniki». Сотрудничал с журналами «Tygodnik Ilustrowany», «Wędrowiec» и «Bluszcz». Позднее стал редактором ежедневной газеты «Kurjer Warszawski».
Написал драмы «Salomon», «Sędziwój», комедии «Dzieje serca», «Matka», «Siła złego na jednego», пьесы «Szkice warszawskie», «Lichwiarze», «Ostatnie chwile Kopernika» и сатиру «Gawędy i satyry». Перевёл несколько сочинений с французского языка.
В 1880 году на варшавской сцене были поставлены его драмы «Ostatnia próba» и «Posąg».
В 1886 году издал шеститомник своих сочинений под названием «Poezje i dramaty».
Сыном Вацлава Шимановского был польский скульптор Вацлав Шимановский.
Скончался 21 декабря 1886 года и был похоронен на варшавском кладбище Повонзки.

## Источник
- S. Orgelbranda Encyklopedja Powszechna. — Warszawa: Wydawnictwo Towarzystwa Akcyjnego Odlewni Czcionek i Drukarni S. Orgelbranda Synów, XIX i pocz. XX wieku